# Eric Schmidt
Eric Emerson Schmidt (Falls Church, 27 de abril de 1955) é o presidente e ex-chefe executivo (CEO) da Alphabet Inc., anteriormente denominada Google, a principal subsidiária da empresa recém-criada. Trabalhou na Novell e possui doutorado (Ph.D) em Ciência da Computação pela Universidade da Califórnia em Berkeley.
Os outros principais do Google são Larry Page e Sergey Brin. Os fundadores do Google, Larry Page e Sergey Brin, contrataram Eric Schmidt, na época presidente e diretor executivo da Novell, onde conduzia o desenvolvimento de tecnologia, o gerenciamento e o planejamento estratégico da empresa para manter o rápido crescimento do Google como empresa, além de garantir a manutenção da alta qualidade face à redução dos prazos do ciclo de desenvolvimento de produtos a um patamar mínimo. Juntamente com Larry e Sergey, Eric divide a responsabilidade pelas operações diárias das necessidades do Google como um mecanismo de pesquisa recente, em rápido crescimento e com uma cultura corporativa própria.
Antes de trabalhar na Novell, Eric foi diretor de tecnologia e diretor executivo corporativo na Sun Microsystems, Inc., onde liderou o desenvolvimento do Java, tecnologia de programação independente de plataforma da Sun, e definiu a estratégia da empresa no tocante ao software para a internet. Antes de entrar na Sun em 1983, ele foi membro da equipe de pesquisa do Laboratório de Informática do Centro de Pesquisa de Palo Alto (PARC) da Xerox e ocupou cargos na Bell Labs e na Zilog. Eric é bacharel em Engenharia Elétrica pela Universidade de Princeton, mestre e doutor em Ciência da Computação pela Universidade da Califórnia-Berkeley.
Schmidt foi eleito para o conselho de administração da Apple em 28 de agosto de 2006. Em 3 de agosto de 2009, foi anunciado que ele renunciaria do conselho de administração da Apple devido a conflitos de interesse, em meio a crescente concorrência entre Google e Apple.